# Trochalus lukuledianus
Trochalus lukuledianus är en skalbaggsart som beskrevs av Moser 1920. Trochalus lukuledianus ingår i släktet Trochalus och familjen Melolonthidae. Inga underarter finns listade i Catalogue of Life.